# Larisa Golubkina
Larisa Ivanovna Golubkina (in russo Лариса Ивановна Голубкина?; Mosca, 9 marzo 1940 – Mosca, 22 marzo 2025) è stata un'attrice sovietica, dal 1991 russa.

## Biografia

### Origine e formazione
Larisa Golubkina nacque il 9 marzo 1940 nella capitale russa. Nel 1955 entrò alla Scuola di Musica di Mosca, dove si diplomò quattro anni dopo. S'iscrisse successivamente all'Università russa di arti teatrali.

### Carriera
Durante i suoi studi universitari Larisa Golubkina fece il suo debutto cinematografico nella commedia del 1962 Gusarskaja ballada, nel ruolo della protagonista Šuročka Azarova. Questo film la rese famosa in tutta l'Unione Sovietica.
Nel 1964 divenne un'attrice fissa del Teatro dell'Esercito Russo. Recitò quindi in una ventina di film e in numerosi spettacoli teatrali. 
Prese parte al film Benefis Larisy Golubkinoj del 1974, diretto da Evgenij Ginzburg, basato sulla commedia Pigmalione di George Bernard Shaw. 
Nel 1991 le venne concesso il titolo di Artista del popolo della RSFSR, mentre nel 2000 ricevette l'Ordine dell'Amicizia. Le consegnarono inoltre due volte l'Ordine del distintivo d'onore.

### Ultimi anni e morte
Nel 2014, in Germania, le venne diagnosticata la macroglobulinemia di Waldenström. Nel 2022 raggiunse la remissione clinica, ma due anni dopo la malattia si ripresentò.
Nel dicembre 2020 l'attrice cadde e si ruppe un femore. Dovette quindi sottoporsi a riabilitazione a causa di questa lesione. Nell'agosto 2023 subì una seconda caduta, mentre all'ottobre 2024 si muoveva su una sedia a rotelle.
Larisa Golubkina morì il 22 marzo 2025, all'età di ottantacinque anni. Dal gennaio precedente era ospite di un ospizio di Mosca. I funerali si svolsero il 25 marzo successivo. Venne sepolta presso il cimitero di Troekurovskoe.

## Vita privata
Larisa Golubkina divenne la compagna dello sceneggiatore Nikolaj Ščerbinskij-Arsen'ev dal 1969 al 1974. Ebbe una figlia, Marija Golubkina, anche lei attrice.
Nel 1977 si sposò con l'attore Andrej Mironov. Rimase vedova nel 1987.

## Filmografia parziale
- Gusarskaja ballada (Гусарская баллада), regia di Ėl'dar Rjazanov (1962)
- Den sčast'ja (День счастья), regia di Iosif Chejfic (1963)
- Dajte žalobnuju knigu (Дайте жалобную книгу), regia di Ėl'dar Rjazanov (1965)
- Kak vas teper' nazyvat'? (Как вас теперь называть?), regia di Vladimir Čebotarёv (1965)
- La fiaba dello zar Saltan (Сказка о царе Салтане), regia di Aleksandr Ptuško (1966)
- Liberazione (Освобождение), regia di Jurij Ozerov (1971)
- Benefis Larisy Golubkinoj (Бенефис Ларисы Голубкиной), regia di Evgenij Ginzburg (1979)
- Troe v lodke, ne sčitaja sobaki (Трое в лодке, не считая собаки), regia di Naum Birman (1979)
- Al'manach satiry i jumora (Альманах сатиры и юмора), regia di Aleksandr Belinskij (1980)
- Prostodušnyj (Простодушный), regia di Evgenij Ginzburg (1994)